# Mistrovství světa v biatlonu 2016 – štafeta žen
Štafeta žen na Mistrovství světa v biatlonu 2016 se konala v pátek 11. března v lyžařském středisku v Holmenkollenu jako osmý závod šampionátu. Zahájení štafety proběhlo v 15:30 hodin středoevropského času. Závodu se zúčastnilo celkem 23 štafet.
Obhájcem titulu byla štafeta Německa, která dojela na 3. místě.
Třetí zlatou medaili v historii získalo Norsko, které ve složení Synnøve Solemdalová, Fanny Hornová Birkelandová, Tiril Eckhoffová a Marte Olsbuová zvítězilo před druhou Francií, která tak navázala na umístění z předchozího roku. Bronz brala štafeta Německa, která tak neobhájila titul.

## Výsledky
| Pořadí | Č. | Stát                                                                                            | Čas                                       | Střelba (L+S)                           | Ztráta  |
| --- | -- | ----------------------------------------------------------------------------------------------- | ----------------------------------------- | --------------------------------------- | ------- |
| Zlatá medaile                                                                                             | 12 | Norsko Synnøve Solemdalová Fanny Hornová Birkelandová Tiril Eckhoffová Marte Olsbuová           | 1:07:10,0 16:39,0 17:02,9 16:19,4 17:08,7 | 0+3 0+3 0+0 0+0 0+1 0+1 0+0 0+0 0+2 0+2 | —       |
| Stříbrná medaile                                                                                          | 5  | Francie Justine Braisazová Anaïs Bescondová Anaïs Chevalierová Marie Dorinová Habertová         | 1:07:15,3 17:26,9 16:10,9 16:52,1 16:45,4 | 0+5 0+3 0+3 0+2 0+0 0+0 0+0 0+1 0+2 0+0 | +5,3    |
| Bronzová medaile                                                                                          | 4  | Německo Franziska Preussová Franziska Hildebrandová Maren Hammerschmidtová Laura Dahlmeierová   | 1:07:38,6 16:49,2 16:42,8 16:52,6 17:14,0 | 0+0 0+4 0+0 0+2 0+0 0+0 0+0 0+2 0+0 0+0 | +28,6   |
| 4. | 7  | Polsko Magdalena Gwizdońová Monika Hojniszová Weronika Nowakowská-Ziemniaková Krystyna Guziková | 1:08:18,4 16:50,0 16:42,5 17:33,6 17:12,3 | 0+2 0+5 0+1 0+1 0+0 0+1 0+0 0+2 0+1 0+1 | +1:08,4 |
| 5. | 1  | Ukrajina (r) Valentyna Semerenková Iryna Varvynecová Olena Pidhrušná Julija Džymová             | 1:08:37,7 16:48,5 16:43,6 17:39,9 17:25,7 | 1+4 0+1 0+0 0+0 1+3 0+0 0+1 0+1         | +1:27,7 |
| 6. | 3  | Česko Jessica Jislová Gabriela Soukalová Lucie Charvátová Veronika Vítková                      | 1:08:59,3 17:26,5 16:10,0 18:30,7 16:52,1 | 0+0 3+6 0+0 0+3 0+0 0+0 0+0 3+3 0+0 0+0 | +1:49,3 |
| 7. | 2  | Itálie Lisa Vittozziová Karin Oberhoferová Alexia Runggaldierová Dorothea Wiererová             | 1:08:59,3 17:17,1 17:01,1 16:54,4 17:46,7 | 0+1 1+7 0+0 0+2 0+0 0+0 0+1 1+3         | +1:49,3 |
| 8. | 10 | Kazachstán Galina Višněvská Darja Usanovová Anna Kistanovová Alina Rajkovová                    | 1:09:18,4 16:44,1 16:51,8 17:17,1 18:25,4 | 0+3 0+4 0+0 0+0 0+0 0+1 0+1 0+1 0+2 0+2 | +2:08,4 |
| 9. | 19 | Slovinsko Andreja Maliová Teja Gregorinová Anja Erženová Urška Pojová                           | 1:10:04,9 16:54,0 16:44,6 17:26,9 18:59,4 | 0+3 0+2 0+1 0+0 0+0 0+0 0+0 0+2 0+2 0+0 | +2:54,9 |
| 10. | 8  | Švédsko Anna Magnussonová Mona Brorssonová Ingela Anderssonová Linn Perssonová                  | 1:10:14,6 17:26,0 16:49,4 17:14,6 18:44,6 | 1+5 0+1 0+1 0+0 0+0 0+0 0+1 0+0 1+3 0+1 | +3:04,6 |
| 11. | 6  | Rusko Taťána Akimovová Anastasija Zagorujková Darja Virolajnenová Jekatěrina Jurlovová          | 1:10:17,9 17:03,9 17:03,6 18:51,5 17:18,9 | 0+0 2+3 0+0 0+0 0+0 2+3 0+0 0+0         | +3:07,9 |
| 12. | 15 | Rakousko Lisa Hauserová Dunja Zdoucová Julia Schwaigerová Susanne Hoffmannová                   | 1:10:41,4 16:34,4 17:18,5 18:13,0 18:35,5 | 0+2 0+4 0+1 0+0 0+0 0+0 0+0 0+2 0+1 0+2 | +3:31,4 |
| 13. | 14 | USA Susan Dunkleeová Hannah Dreissigackerová Clare Eganová Annelies Cooková                     | 1:10:57,1 16:53,7 17:47,3 18:17,6 17:58,5 | 0+2 0+6 0+0 0+2 0+2 0+1 0+0 0+2 0+0 0+1 | +3:47,1 |
| 14. | 18 | Slovensko Paulína Fialková Jana Gereková Terézia Poliaková Ivona Fialková                       | 1:11:18,0 17:25,6 17:10,7 18:04,7 18:37,0 | 0+5 0+7 0+1 0+2 0+0 0+2 0+1 0+2 0+3 0+1 | +4:08,0 |
| 15. | 11 | Kanada Julia Ransomová Rosanna Crawfordová Sarah Beaudryová Zina Kocherová                      | 1:11:58,6 17:03,2 16:26,3 18:00,1 20:29,0 | 1+6 2+5 0+1 0+1 0+0 0+1 0+2 0+0 1+3 2+3 | +4:48,6 |
| 16. | 13 | Švýcarsko Selina Gasparinová Lena Häckiová Aita Gasparinová Irene Cadurischová                  | 1:12:21,8 18:33,5 17:17,9 18:11,8 18:18,6 | 1+9 0+5 1+3 0+2 0+2 0+1 0+1 0+2 1+3 0+0 | +5:11,8 |
| 17. | 21 | Finsko Kaisa Mäkäräinenová Auli Kiskolaová Laura Toivanenová Sanna Markkanenová                 | 1:12:31,5 16:25,6 18:50,3 18:33,1 18:42,5 | 0+0 0+7 0+0 0+0 0+0 0+3 0+0 0+2         | +5:21,5 |
| 18. | 9  | Bělorusko Naděžda Skardinová Darja Jurkevičová Nastassia Dubarezavová Iryna Krjuková            | 1:12:46,9 16:52,2 19:15,1 18:12,2 18:27,4 | 0+2 3+8 0+0 0+0 0+0 3+3 0+0 0+3 0+2 0+2 | +5:36,9 |
| 19. | 22 | Japonsko Fujuko Tačizakiová Jurie Tanakaová Rina Suzukiová Sari Furujaová                       | 1:13:13,5 16:29,1 17:53,1 19:40,7 19:10,6 | 0+6 1+7 0+0 0+0 0+0 0+1 0+3 1+3 0+3 0+3 | +6:03,5 |
| 20. | 17 | Bulharsko Emilia Jordanovová Desislava Stojanovová Stefani Popovová Dafinka Koevová             | 1:13:17,3 17:52,5 18:31,3 17:53,0 19:00,5 | 1+5 0+5 0+2 0+1 1+3 0+2 0+0 0+0 0+0 0+2 | +6:07,3 |
| 21. | 16 | Rumunsko Éva Tófalviová Luminița Pișcoranová Réka Forikaová Florina Ioana Cîrsteaová            | LAP 17:00,4 17:57,7 18:55,6               | 0+4 1+5 0+1 0+0 0+1 0+2 0+2 0+0 0+0 1+3 | +9:99,8 |
| 22. | 20 | Čína Čang Jen Tchang Ťia-lin Wang Süe-lan Čchu Jüan-meng                                        | LAP 18:10,1 17:57,3 19:19,6               | 0+2 0+4 0+0 0+1 0+0 0+0 0+1 0+2 0+1 0+1 | +9:99,8 |
| 23. | 23 | Jižní Korea Mun Ji-hee Kim Seon-su Ko Eun-jung Kim Kjung-nam                                    | LAP 18:09,6 18:41,7 19:32,3               | 0+5 0+4 0+2 0+2 0+0 0+0 0+1 0+1 0+2 0+1 | +9:99,8 |
| Č. – startovní číslo týmu, LAP – tým byl předběhnut o kolo, r – vedoucí tým disciplíny ve světovém poháru |    |                                                                                                 |                                           |                                         |         |